# Dacnophora
Dacnophora is een geslacht van insecten uit de familie van de Bochelvliegen (Phoridae), die tot de orde tweevleugeligen (Diptera) behoort.

## Soorten
- D. pectinatus Brown, 1988